# Lucas Vandervost
Lucas Vandervost (9 december 1957)  is acteur, regisseur, docent en oprichter en (voormalig) artistiek leider van theatergezelschap  De Tijd dat hij in de jaren 1980 mee oprichtte.

## Biografie en carrière
Hij was een van de eerste studenten van Dora van der Groen en studeerde af aan het Herman Teirlinck Instituut, toen nog bekend als het Conservatorium van Antwerpen (klas Dora van der Groen) in 1979 samen met Luk Perceval en Johan Van Assche. Dabaret Salu of Salu was een cabaretprogramma van Vandervost en Sam Bogaerts, ontstaan op de toneelafdeling van het Conservatorium Antwerpen. Hiermee wonnen ze het cabaretfestival Cameretten. Een jaar later richtten Vandervost en Bogaerts samen met Luk Perceval, Warre Borgmans en Johan Van Assche Het Gezelschap Van De Witte Kraai op, dat later overging in De Tijd. De groep introduceerde het 'denkend spreken', als reactie op het 'roepend rondlopen' in de stadsschouwburgen.
Lukas Vandervost was voorvechter van het nieuwe theater, een theatervorm uit de jaren tachtig die het realistische theater in vraag stelde. In de producties van Vandervost en in De Tijd kwam deze verwerping onder meer tot stand door het inzetten van taal als een esthetisch gegeven door het spelen met ritme, toon en klank.  

## Prijzen
- Thalia-prijs in 1994
- Océ Podium Prijs in 2001.